# 契約金
契約金（けいやくきん）とは、契約が成立したことで発生する売り手に対して支払う金銭。一般には頭金と同義である。

## プロスポーツにおける契約金
プロスポーツの世界では、選手の所属が決まったときに、所属先の企業がその選手に対して通常の給料とは別に契約金を払う慣習がある場合がある。

### 契約金とドラフト制度
チーム間の戦力の均衡と契約金の高騰の抑制のためドラフト制度が採用される場合がある。
本来、選手にはチーム選択の自由があるはずで、欧州各国のプロサッカーリーグではドラフト制度は採用されていない。一方、各チームが自由に選手と契約できるとすると金銭的余裕のあるチームに戦力が偏在することになり、プロリーグ全体の人気低迷につながり、結果的に選手の不利益になるとの観点でドラフト制度を採用しているプロスポーツもある。ドラフト制度は北米4大プロスポーツや日本のプロ野球で採用されている。

### NPB
日本のプロ野球では入団が確約した選手に対して契約金を支払うことになっている。ドラフトを経て入団した新人だけでなくFAを経て入団した場合でも契約金は発生し、FA宣言した選手は年俸とは別に契約金を得ることが出来る。前球団に残留する場合は上限無し、移籍した場合は翌シーズンの年俸の半額が契約金の上限となる。契約内容によっては契約金無しの場合もある。
オリックスブルーウェーブは2000年 - 2002年にドラフト会議を経て入団した一部の選手に対して入団後に条件を満たした場合にのみ契約金を後払いし、入団時には契約金を支払わないという契約金ゼロ枠を設定し話題になったが、契約金ゼロで入団した10選手は高見澤考史（2000年ドラフト6位）と、東北楽天ゴールデンイーグルスに移籍してからの中島俊哉（2002年ドラフト8位）を除き、一軍ではほとんど戦力にならなかった。中島は2014年まで現役を続けたが、中島以外の9選手は2005年までに全員引退している。また1992年のドラフト会議で、広島から8位指名を受けた高橋顕法が、自ら契約金を辞退したことがある。
新人選手の契約金の最高標準額は1億円と出来高5千万円とプロ12球団と申し合わされているが、野球協約に定められてはいないため超えた場合も罰則などはなかった。読売ジャイアンツは1997年 - 2004年の間に入団した6人の選手が最高標準額を大幅に超えた計36億円をもらっていることが報じられた際、「標準額は07年までは上限ではなく、超えても構わないというのがプロ野球全体の理解のはず。ルール違反ではない」と話している。2007年に西武ライオンズと横浜ベイスターズが標準額を超えた契約金を与えた際、当時のコミッショナー根來泰周が両球団を厳重注意し、「申し合わせに反するとして制裁を科すことは適当でないが、野球協約第194条にいう『野球を不朽の国技とし、利益ある産業とする目的』に抵触する疑いがある」と通知し、それ以降最高標準額を破った場合は罰則が与えられることとなった。